# 內幕 (電影)
《內幕》（英語：Under Current）是2025年香港懸疑犯罪片，由麥兆輝編導，郭富城、任達華、吳鎮宇和方中信主演。

## 演員
- 郭富城 飾
- 吳鎮宇 飾
- 任達華 飾
- 方中信 飾
- 湯怡 飾
- 周勵淇 飾
- 李靖筠 飾
- 陳國邦 飾
- 姜大衞 飾
- 駱應鈞 飾
- 鮑起靜 飾

## 製作
由於疫情關係，拍攝時間原定農曆新年後順延，郭富城因要到中國大陸拍另一部戲而撞期，但他特別欣賞《內幕》的劇本，故多番努力抽調檔期落實合作。麥兆輝表示劇本籌備三年時間，與郭富城差不多二十年沒有合作，認為現在郭富城演技愈見成熟及多變，是他非常期待合作的好演員。
原定主角林峯要返回中國大陸工作而辭演，導演麥兆輝與團隊相當體諒，隨即另覓人選，原本曾考慮由陳偉霆頂替，不過由於該角色屬中年且有一定的人生閱歷，又適逢吳鎮宇在香港可以接拍，二人自2003年《無間道II》後再結片緣，造就一部聚集三大影帝大鬥演技的作品。而郭富城是繼電影《公元2000》後相隔22年再跟吳鎮宇合作。
2022年6月6日，電影在屯門舉行開鏡拜神。

## 外部連結
- 香港影庫上《內幕》的資料（繁體中文）
- 豆瓣电影上《內幕》的資料 （简体中文）
- 时光网上《內幕》的資料（简体中文）
- 互联网电影数据库（IMDb）上《內幕》的资料（英文）